# Козлов, Александр Илларионович
Алекса́ндр Илларио́нович Козло́в (1816— 20 марта 1893, Казань) — русский врач, журналист, медик, преподаватель.

## Биография
Отец был бузулукским купцом еврейского происхождения, принявшим православие.
Окончил Императорский Казанский университет в 1836 году лекарем, затем продолжал учиться в Дерпте, где защитил и докторскую диссертацию: «De artificiali partus praematuri provocatione» (Дерпт, 1848).
После получения докторской степени был назначен городовым врачом города Бердичева в 1850 году. Далее уже в 1854 году был переведен в казанский приказ общественного призрения в качестве старшего врача. В данной должности А. И. Козлов пробыл до 1866 года.
Одновременно с работой в казанском приказе общественного призрения Козлов начал службу в Императорском Казанском университете. Он был избран экстраординарным профессором по кафедре акушерства, женских и детских болезней 11 июля 1856 года. В 1858 году был назначен ординарным профессором акушерства, женских и детских болезней в Императорском Казанском университете.
Следующим шагом в учёной карьере А. И. Козлова стала десятимесячная командировка за границу, целью которой являлось обучение. После неё уже в 1863 году он стал деканом медицинского факультета. Данную должность А. И. Козлов занимал до 1872 года, то есть три трёхлетних срока. Покинул пост декана медицинского факультета он по собственному желанию.
Поворотным моментом в карьере А. И. Козлова стал 1874 год, когда в столичных газетах появились обличительные корреспонденции о нём. С тех пор Козлов в Императорском Казанском университете не работал, однако был допущен к лекциям по курсу оперативного акушерства в 1881 году. К этой работе он так и не приступил.
Его ученики характеризовали его, как талантливого лектора, а также врача. Во время работы А. И. Козлова в акушерской клиники Императорского Казанского университета в течение 1876 — 1887 гг. число рожениц выросло в 2 раза, а смертность рожениц составляла 4, 6 %. Кроме того, он работал в области гинекологических заболеваний, которые ставил на второе место после акушерства.
Скончался А. И. Козлов 20 марта 1893 года.

## Сочинения
- «Новое средство (xanthid. spinos) против водобоязни у укушенных бешеными животными» («Журнал Министерства Внутренних Дел», 1855; перепечатано в «Военно-Медицинском Журнале», «Друге Здравия» и «Medic. Zeit. Russlands», того же года),
- «О появлении сахара в околоплодной жидкости» («Военно-Медицинский Журнал», 1861, ч. 80)
- и др.